# Comuna de Jastarnia
Jastarnia é uma comuna urbano-rural. Pertence à voivodia da Pomerânia, condado de Puck. A comuna de Jastarnia tem 3 499 habitantes, ou seja, 4,2% da população do condado. A comuna é responsável por 1,7% da área do condado. A sede da comuna é a cidade de Jastarnia.

## Localização
A comuna está localizada na península de Hel, que faz parte da costa de Gdansk. Localiza-se na parte norte da voivodia da Pomerânia, na parte nordeste do condado de Puck.
Segundo dados de 31 de janeiro de 2023, a área do condado era de 9,90 km², representando 1,7% da área do condado de Puck. A comuna de Jastarnia é uma das menores comunas urbano-rurais da Polônia em termos de área.
Entre 1975 e 1998, a comuna era administrativamente parte da voivodia de Gdansk.

## História
Em 1 de janeiro de 1973, a comuna de Jastarnia foi criada a partir de um assentamento do tipo urbano.
Em 1 de janeiro de 2017, a classificação da comuna foi alterada de urbano para urbano-rural (pela lei: privando a comuna de Jastarnia da classificação de cidade e concedendo essa qualificação à cidade de Jastarnia). Foram criadas duas vilas separadas: Kuźnica e Jurata, que receberam a classificação de assentamentos, e Jastarnia, como uma cidade (e não uma comuna), recebeu a classificação de cidade. As áreas não pertencentes à nova cidade formaram a área rural do município urbano-rural de Jastarnia, assim criado.

## Demografia
Conforme os dados do Escritório Central de Estatística da Polônia (GUS) de 31 de dezembro de 2023, a comuna de Jastarnia tem uma população de 3 499 habitantes, uma área de 9,9 km² e uma densidade populacional de 357 hab./km². Entre 2002–2023, o número de habitantes diminuiu 6,9%.
Os habitantes da comuna de Jastarnia constituem cerca de 3,84% da população do condado de Puck.
| Descrição                         | Total      | Total   | Mulheres   | Mulheres | Homens     | Homens  |
| --------------------------------- | ---------- | ------- | ---------- | -------- | ---------- | ------- |
| unidade                           | habitantes | %       | habitantes | %        | habitantes | %       |
| população                         | 3 499      | 100     | 1 791      | 51,2     | 1 708      | 48,8    |
| área                              | 9,9 km²    | 9,9 km² | 9,9 km²    | 9,9 km²  | 9,9 km²    | 9,9 km² |
| densidade populacional (hab./km²) | 357        | 357     | 182,78     | 182,78   | 174,22     | 174,22  |

## Transporte aquaviário

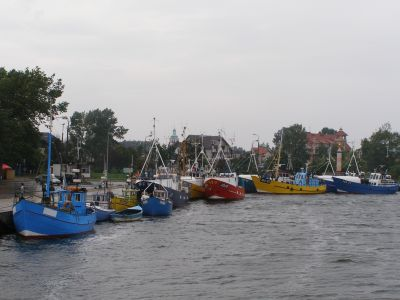
Embarcações no porto de Jastarnia

A comuna tem um porto marítimo em Jastarnia, na baía de Puck, e três marinas para pescadores (duas na baía de Puck e uma no mar Báltico). Além disso, há duas marinas em Kuźnica: na baía de Puck e em uma faixa de praia em mar aberto.

## Administração e governo autônomo
A comuna tem a classificação de comuna urbano-rural. O órgão legislativo é o Conselho Municipal de Jastarnia, composto por 15 conselheiros. O órgão executivo é o prefeito de Jastarnia.
Os habitantes de Jastarnia elegem deputados para o Sejm pelo círculo eleitoral n.º 26, um senador pelo círculo eleitoral n.º 64 e deputados para o Parlamento Europeu pelo círculo eleitoral n.º 1. Os habitantes da comuna, com os habitantes de Władysławowo e Hel, elegem conjuntamente 6 conselheiros para o Conselho do Condado de Puck (composto por 19 conselheiros).
| Distrito n.º | Limites do distrito | Número de conselheiros eleitos por distrito |
| ------------ | ------------------- | ------------------------------------------- |
| 1.           | Jastarnia           | 1                                           |
| 2.           | Jastarnia           | 1                                           |
| 3.           | Jastarnia           | 1                                           |
| 4.           | Jastarnia           | 1                                           |
| 5.           | Jastarnia           | 1                                           |
| 6.           | Jastarnia           | 1                                           |
| 7.           | Jastarnia           | 1                                           |
| 8.           | Jastarnia           | 1                                           |
| 9.           | Jastarnia           | 1                                           |
| 10.          | Jastarnia           | 1                                           |
| 11.          | Jastarnia           | 1                                           |
| 12.          | Kuźnica             | 1                                           |
| 13.          | Kuźnica             | 1                                           |
| 14.          | Jurata              | 1                                           |
| 15.          | Jurata              | 1                                           |

## Localidades
Cidade
- Jastarnia

Vilas, conjunto habitacional
- Jurata
- Kuźnica

O conjunto habitacional Syberia está localizado na área de Kuźnica.